# 吉田靖
吉田靖（1960年8月9日—），前日本職業足球員。

## 俱乐部生涯
1983年，吉田靖在三菱重工業开始足球生涯。1992年，引退。

## 脚註
1. ↑  . 日本足球协会.   [2018-01-14]. （原始内容存档于2016-03-04）.

## 外部連結
- （日語）J.League Data Site（页面存档备份，存于）